# Tratado de Pasto
O Tratado de Pasto foi um acordo assinado na cidade de Pasto em 8 de dezembro de 1832 entre os plenipotenciários de Nova Granada (atual Colômbia), José María Obando e Joaquín Posada Gutiérrez, e do Equador, Pedro José de Arteta. Este tratado teve o objetivo de encerrar com as diferenças sobre as suas fronteiras comuns, estabelecer as suas relações mútuas e facilitar a reunião de uma assembleia de representantes dos três Estados que surgiram após a dissolução da Grã-Colômbia para resolver seus problemas comuns. Foi aprovado pelo congresso de Nova Granada em 29 de dezembro do mesmo ano, e pela convenção nacional equatoriana em 19 de janeiro de 1835.
A assinatura deste acordo ocorreu após a eclosão da Guerra do Cauca, na qual os Estados de Nova Granada e Equador entraram em confronto pela soberania das províncias de Pasto, Popayán e Buenaventura, reivindicadas por ambas as nações após a dissolução da Grã-Colômbia. O tratado definia, além das condições do fim da guerra e da retomada das relações exteriores entre ambas as nações, que a fronteira encontrava-se no rio Carchi que separava a província de Pasto da de Imbabura.